# Donnazac
Donnazac is een gemeente in het Franse departement Tarn (regio Occitanie) en telt 87 inwoners (2009). De plaats maakt deel uit van het arrondissement Albi.

## Geografie
De oppervlakte van Donnazac bedraagt 4,8 km², de bevolkingsdichtheid is dus 18,1 inwoners per km².
De onderstaande kaart toont de ligging van Donnazac met de belangrijkste infrastructuur en aangrenzende gemeenten.

## Demografie
Onderstaande figuur toont het verloop van het inwonertal (bron: INSEE-tellingen).